# Nagy Lajos (író)
Nagy Lajos (Apostag–Tabányitelek, 1883. február 5. – Budapest, 1954. október 28.) Kossuth- és háromszoros Baumgarten-díjas magyar író, publicista.

## Életpályája
Házasságon kívüli gyermekként született, édesanyja Nagy Júlia cselédlány volt. Édesapja személye bizonytalan, egyesek szerint Basa Lajos református lelkészfiú, mások szerint egy Basch nevű helybeli zsidó bérlő lehetett az apja. Nagy Lajost iskolás koráig nagyszülei nevelték. 1901-ben érettségizett; eredetileg matematika-fizika szakos tanárnak készült, mégis jogot tanult. Az egyetem mellett ügyvédi irodákban és házitanítóként dolgozott. 1906-ban rövid ideig szolgabíró lett, bár a jogi diplomát sosem szerezte meg.
1907-ben jelent meg első novellája, 1911-ben első kötete. 1915-ben besorozták, de frontszolgálatra nem került és két év múlva ideggyengeségre hivatkozva felmentették a szolgálat alól.
1918-tól a Bolond Istók című szatirikus lap szerkesztője, 1922 és 1929 között a Nyugat főmunkatársa. Ennek ellenére, bár kora szerint is ennek a nemzedéknek a tagja, sosem tartozott igazán a nyugatosok közé. A későbbiek során munkatársa volt az Esti Kurir, az Együtt, a 100%, a Független Szemle és a Forrás című lapoknak, és 1945 után a Szabad Népnél is dolgozott.
1935-ben vette feleségül Szegedi Borist (1895-1967). 1940-ben könyvesboltot nyitott, miután az írói munkásságáért kapott pénzből nem tudott megélni. 1945-ben belépett a Magyar Kommunista Pártba, és az egyik legfontosabb szocialista írónak tekintették; az 1950-es évek elején mégis háttérbe szorult.
Három alkalommal (1932, 1935 és 1938) kapott Baumgarten-díjat és egyike lett az első Kossuth-díjasoknak 1948-ban. Legnagyobb sikereit novelláival aratta.

## Művei

### 1919-ig
- Az asszony, a szeretője, meg a férje. Novellák; Politzer, Budapest, 1911 (Modern könyvtár)
- Mariska és János. Elbeszélések; Athenaeum, Budapest, 1913 (Modern könyvtár)
- A szobalány. Novellák; Tevan, Békéscsaba, 1913 (Tevan könyvtár)
- Egy leány, több férfi. Novellák; Tevan, Békéscsaba, 1915 (Tevan-könyvtár)
- Egy berlini leány; Galantai, Budapest, 1917 (Galantai könyvtár)
- Az Andrássy-út. Novellák; Nyugat, Budapest,1918
- A jó fiú. Elbeszélés; Népszava, Budapest, 1919 (Világosság-könyvtár)
- Fiatal emberek; Táltos, Budapest, 1919

### 1920–1944
- Képtelen természetrajz; Kultúra, Budapest, 1921 (Tréfás könyvek)
- Találkozásaim az antiszemitizmussal; szerzői, Budapest, 1922
- Vadember; szerzői, Budapest, 1926
- Lecke; Rácz ny., Budapest, 1930 (Építők könyvtára)
- Bérház. Novellák; szerzői, Budapest, 1931
- Uccai baleset. Novellák; Radó Ny., Budapest, 1933
- Három magyar város; Kosmos, Budapest, 1933 (Kis kosmos könyvek)
- Kiskunhalom; Pantheon - Nyugat, Budapest, 1934
- Budapest nagykávéház; Nyugat, Budapest, 1936
- A falu álarca; Nyugat, Budapest, 1937
- Három boltoskisasszony. Regény; Singer-Wolfner, Budapest, 1938 (Magyar regények)
- Két fiú ült egy padon; Pannonia ny., Budapest, 1938 (Európa regények)
- Nagy Lajos különvéleménye. Június; Radó Ny., Budapest, 1939
- Nagy Lajos különvéleménye. Augusztus; Radó Ny., Budapest, 1939
- Nagy Lajos különvéleménye. Szeptember; Radó Ny., Budapest, 1939
- A fiatalúr megnősül. Regény; Irodalmi és Színházi kft., Budapest, [1941] (Magyar téka)
- Dunaparti szerelem; Centrum, Budapest, 1941 (A Film Színház Irodalom regénymelléklete)
- Ruha teszi az embert; Hungária Ny., Budapest, 1942 (Pepita regények)
- Kalandos szekrény; Fabula, Budapest, 1943 (Pepita regények)
- A csúnya lány; Bartl, Budapest, 1943
- Vilma, az uzsorás; Aurora, Budapest, 1943
- Hat kocka cukor; Aurora, Budapest, 1943
- A titokzatos idegen; Áchim, Budapest, 1943 (Százezrek könyve)
- Ha pénz van a zsebben; Áchim, Budapest, 1943 (Százezrek könyve)
- A süket asszony; Rubletzky, Budapest, 1943 (Budapesti regények)
- János az erősebb; Stádium ny., Budapest, 1943 (Nemzeti könyvtár)
- Szatírvadászat a Tölgyligetben; Rubletzky, Budapest, 1943 (Budapesti regények)
- Fő az illúzió; Áchim, Budapest, 1943 (Százezrek könyve)

### 1945–1954
- Pincenapló; ill. Toncz Tibor; Hungaria, Budapest, 1945
- A tanítvány. Regény; Hungária, Budapest, 1945
- A három éhenkórász. Elbeszélések; Szikra, Budapest, 1946
- Falu; ill. Dési-Huber István; Szikra, Budapest, 1946
- Emberek, állatok. Mese és valóság; Irodalmi Intézet, Budapest, 1948 (Pesti könyvtár)
- Január; Szikra, Budapest, 1948
- Farkas és bárány; Révai, Budapest, 1949
- A lázadó ember. Önéletrajz; Szikra, Budapest, 1949
- 1919 május. Válogatott elbeszélések; sajtó alá rend. Barát Endre; Szikra, Budapest, 1950
- Nyitott ablakok. Elbeszélések; Révai, Budapest, 1950
- Tanyai történet. Elbeszélések; Szépirodalmi, Budapest, 1951 (Szépirodalmi kiskönyvtár)
- A rémhír. Négy jelenet; rendezői útmutató Csajági János; Művelt Nép, Budapest, 1953 (Színjátszók könyvtára)
- Válogatott elbeszélések; Szépirodalmi, Budapest, 1953
- Tanyai történet. Színmű; Népszava, Budapest, 1953 (Műsorfüzet)
- Új vendég érkezett. Színmű; Népszava, Budapest, 1954 (Színjátszók könyvtára)
- A menekülő ember. Önéletrajz; Művelt Nép, Budapest, 1954

### 1955–
- Egy lány a századfordulón; Szépirodalmi, Budapest, 1955 (Nagy Lajos művei)
- Válogatott elbeszélések. 1907–1953. 1-3.; vál., sajtó alá rend. Vargha Kálmán; Szépirodalmi, Budapest, 1956 (Nagy Lajos művei)
- Válogatott karcolatok; vál., sajtó alá rend., jegyz., utószó Gordon Etel; Szépirodalmi, Budapest, 1957 (Nagy Lajos művei)
- Vadember; Szépirodalmi, Budapest, 1959 (Nagy Lajos művei)
- Író, könyv, olvasó. Válogatott cikkek és tanulmányok, 1-2.; gyűjt., vál., sajtó alá rend., jegyz., utószó Gordon Etel; Szépirodalmi, Budapest, 1959 (Nagy Lajos művei)
- Nagy Lajos válogatott művei; vál., sajtó alá rend., bev. Kardos Pál; Szépirodalmi, Budapest, 1962 (Magyar klasszikusok)
- Élőkről jót vagy semmit!; vál., szerk., utószó Gordon Etel, ill. Szántó Piroska; Szépirodalmi, Budapest, 1967
- Egyiptomi íródeák; vál., sajtó alá rend. Kónya Judit; Szépirodalmi, Budapest, 1979
- A hűséges szegényember. Novella- és karcolatgyűjtemény; vál., szerk., utószó Ruzsicska Mária; Népszava, Budapest, 1983 (Népszava könyvtár)
- Szállás egy éjszakára. Elbeszélések, karcolatok; vál., előszó Bálint Tibor; Kriterion, Bukarest, 1985
- Tízezer kilométer Szovjetoroszország földjén; sajtó alá rend. Kónya Judit; Interart–Szépirodalmi, Budapest, 1989 (Visszatérés...)
- Nagy Lajos; vál., szerk., bev., jegyz. Tarján Tamás; Alexandra, Pécs, 2002 (Kossuth-díjas írók)
- Razzia. Válogatott novellák; vál. Réz Pál; Noran, Budapest, 2008
- Képtelen természetrajz és más karcolatok; vál., utószó Gordon Etel, ill. Réber László; 3. jav. kiad.; Holnap, Budapest, 2009
- A szobalány. Novellák; Tevan Alapítvány, Budapest, 2011 (Tevan könyvtár)

### Életműkiadás (1981–1986)
Nagy Lajos művei, szerk., jegyz., szöveggond. Kónya Judit; Szépirodalmi, Budapest, 1981–1986
- A falu meg a város. Szociográfiai írások; gyűjt., szöveggond., jegyz. Kónya Judit; 1981
- A vadember; gyűjt., szöveggond., jegyz. Kónya Judit; 1981
- Egy lány a századfordulón; szerk., szöveggond., 1982
- Fő az illúzió; gyűjt., szöveggond., jegyz. Kónya Judit; 1982
- A lázadó ember; szöveggond., jegyz. Kónya Judit; 1983
- A menekülő ember; szöveggond., jegyz. Kónya Judit; 1984
- Meggyalázott vágy. Elbeszélések, 1907–1920; 1985
- Jeremiáda. Elbeszélések 1921–1930; 1986

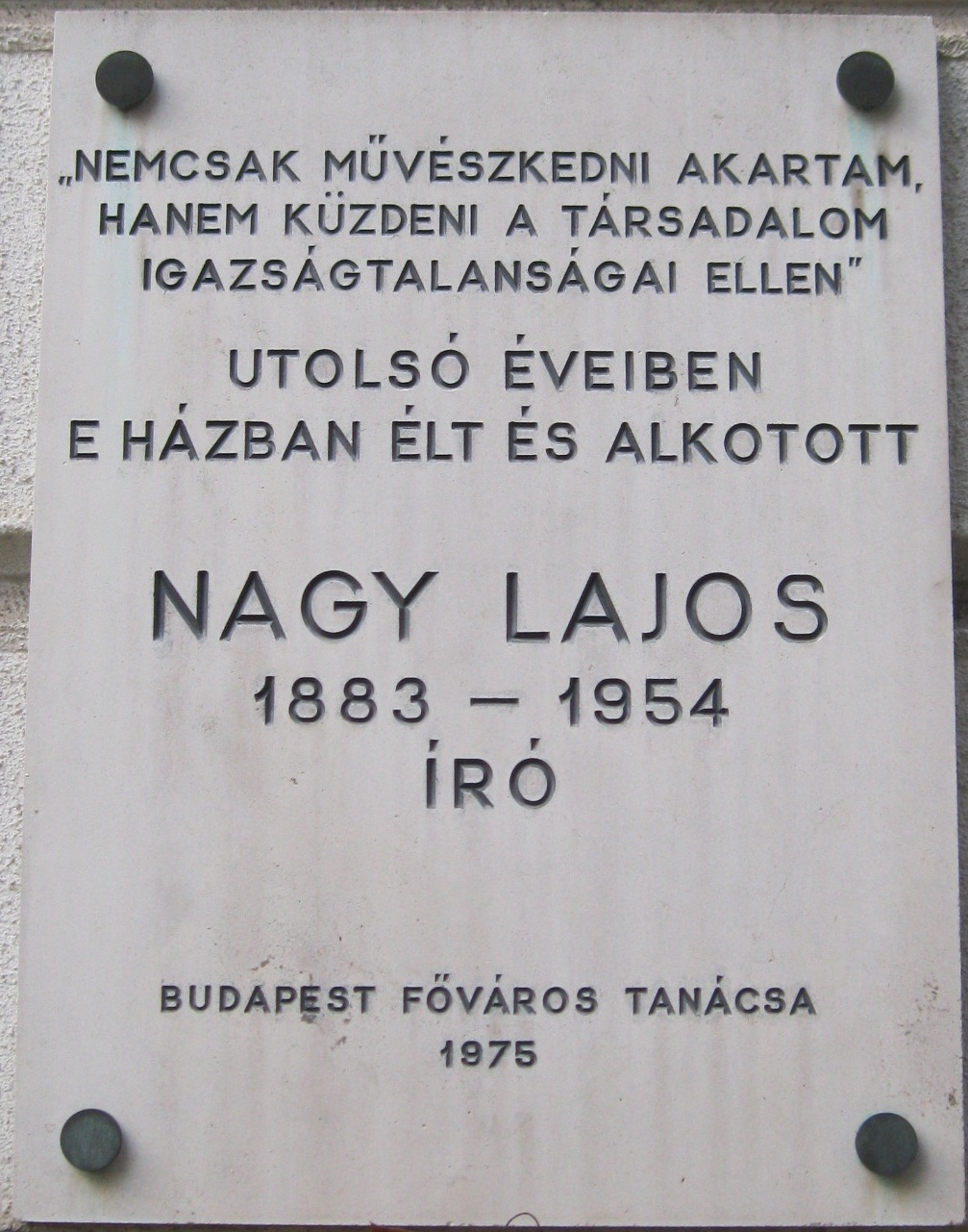
Emléktáblája egykori lakóhelyén (II. ker., Házmán utca 10.)

## Emlékezete
Szülőfalujában, Apostagon általános iskola őrzi nevét.